# Bhaskar Jesuraj
Bhaskar Jesuraj (* 11. April 1966 im Bundesstaat Tamil Nadu) ist ein indischer römisch-katholischer Geistlicher und Bischof von Meerut.

## Leben
Bhaskar Jesuraj besuchte das Knabenseminar und studierte anschließend Philosophie und Theologie am St. Joseph’s Regional Seminary in Allahabad, nachdem er sich für den missionarischen Dienst im Norden Indiens entschieden hatte. Am 21. April 1993 empfing er das Sakrament der Priesterweihe für das Erzbistum Agra.
Nach der Priesterweihe war er bis 1999 neben verschiedenen Aufgaben in der Pfarrseelsorge als Schulleiter tätig. Von 1999 bis 2006 war er persönlicher Sekretär des Erzbischofs und Diözesanökonom. Von 2006 bis 2008 absolvierte er ein Aufbaustudium in Pastoralmanagement am Jnana Deepa Institute of Philosophy and Theology in Pune und erwarb das Lizenziat. Ab 2009 war er Kanzler des Erzbistums und bis 2013 erneut Sekretär des Erzbischofs sowie Leiter der Krankenpflegeschule St. Felix in Agra. Von 2013 bis 2019 war er Direktor des St. Peter’s College in Agra und seither Leiter der St. Clare’s Senior Secondary School. Bereits ab 2011 war er stellvertretender Sekretär des regionalen Bischofsrates von Agra.
Papst Franziskus ernannte ihn am 13. Januar 2024 zum Bischof von Meerut. Der Erzbischof von Bombay, Oswald Kardinal Gracias, spendete ihm am 3. März desselben Jahres vor der Basilika Unserer Lieben Frau der Gnaden in Sardhana die Bischofsweihe. Mitkonsekratoren waren der Erzbischof von Agra, Raphy Manjaly, sowie Bhaskar Jesurajs Amtsvorgänger in Meerut und Erzbischof von Pondicherry und Cuddalore, Francis Kalist.